# 盧卡斯·古茲曼
盧卡斯·勞塔羅·古茲曼（Lucas Lautaro Guzmán，1994年7月17日—）是一名阿根廷男子跆拳道運動員。他曾經獲得2019年世界跆拳道錦標賽男子58公斤級銅牌，此外亦曾得到2019年泛美運動會跆拳道比賽男子58公斤級金牌。

## 外部連結
- TaekwondoData.com （页面存档备份，存于）